# بنی‌لحیان
بنی‌لحیان یا بنولحیان یک قبیله مشرک در زمان زندگانی محمد بود که در طی دوران زندگانی محمد، وارد جنگ‌های متعددی با او شد. اولین آنها در سال ۶۲۵ میلادی بود که طی لشگرکشی عبدالله بن اونیس بود. محمد عبدالله بن اونیس را فرستاده بود تا خالد بن سفیان الهذلی  را بکشد، چرا که خالد رئیس قبیله بنی لحیان بود. محمد مدعی شد که خالد طرح ریخته است تا به مدینه حمله کند و مردم نخله و اورانه را تحریک کرد تا به او حمله کنند. از این‌رو، محمد عبدالله بن اونیس را فرستاد تا خالد را طی لشگرکشی عبدالله بن اونیس، در ۶۲۵ ترور (assassinate) کند. به دنبال این واقعه، او به دنبال لشگرکشی بنی‌لحیان در سپتامبر ۶۲۷ میلادی، زمانی که محمد دستور داد تا پیروانش به قبیله بنی‌لحیان حمله کنند تا انتقام کشته شدن ۱۰ مسلمان در لشگرکشی الجیع را بگیرد. 

## منبع
- مشارکت‌کنندگان ویکی‌پدیا. «Banu Lahyan». در دانشنامهٔ ویکی‌پدیای انگلیسی، بازبینی‌شده در ۲۰۲۴-۰۹-۰۸.